# Tầm vông rừng
Tầm vông rừng hay trúc Thái, trúc Xiêm La (danh pháp hai phần: Thyrsostachys siamensis, là một loài trong phân họ Tre (Bambusoideae) của họ Hòa thảo (Poaceae).

## Phân bố
Khu vực phân bố: từ Thái Lan, Myanmar tới miền nam Việt Nam. 

## Đặc điểm
Đây là loài tre có khả năng chịu khô hạn khá tốt, nó có thể sinh trưởng tốt ở điều kiện lượng giáng thủy dưới 1.000 mm/năm. Thân cây trưởng thành cao khoảng 6–14 m, đường kính 2–7 cm, gần như đặc ruột và rất cứng, không gai. Lá nhỏ, dài 7–14 cm, rộng 5–7 mm. Tầm vông rừng thường mọc thành bụi dày đặc.

## Sử dụng
Tầm vông rừng có thể dùng làm vật liệu trong xây dựng giống như các loài tre khác. Ngoài ra còn có thể trồng làm cây cảnh hay làm gậy.